# Bremischer Deichverband am rechten Weserufer
Der Bremische Deichverband am rechten Weserufer ist der größte von elf Wasser- und Bodenverbänden der Stadt Bremen.

## Organisation und Finanzierung

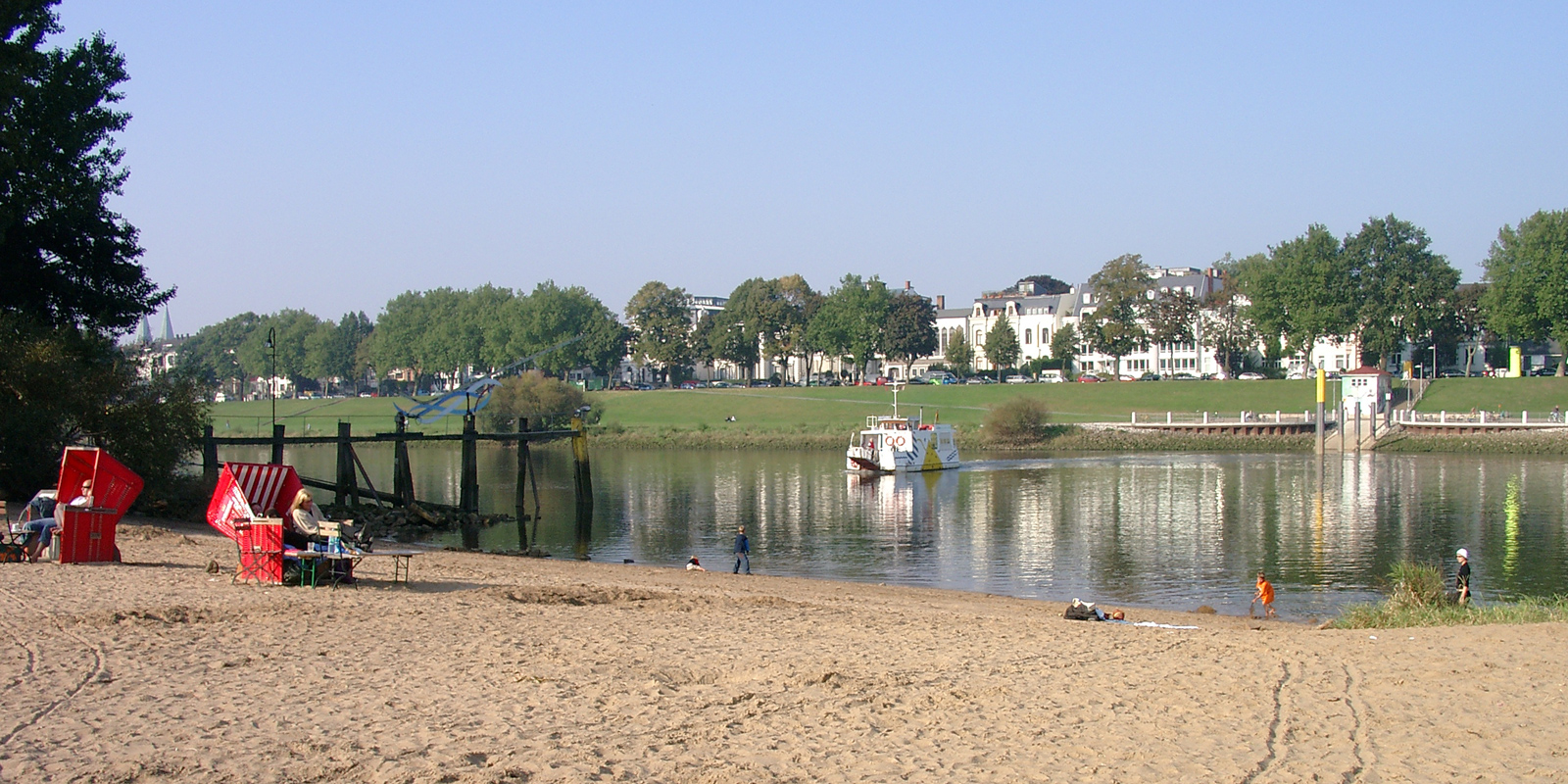
Osterdeich bei der Sielwallfähre

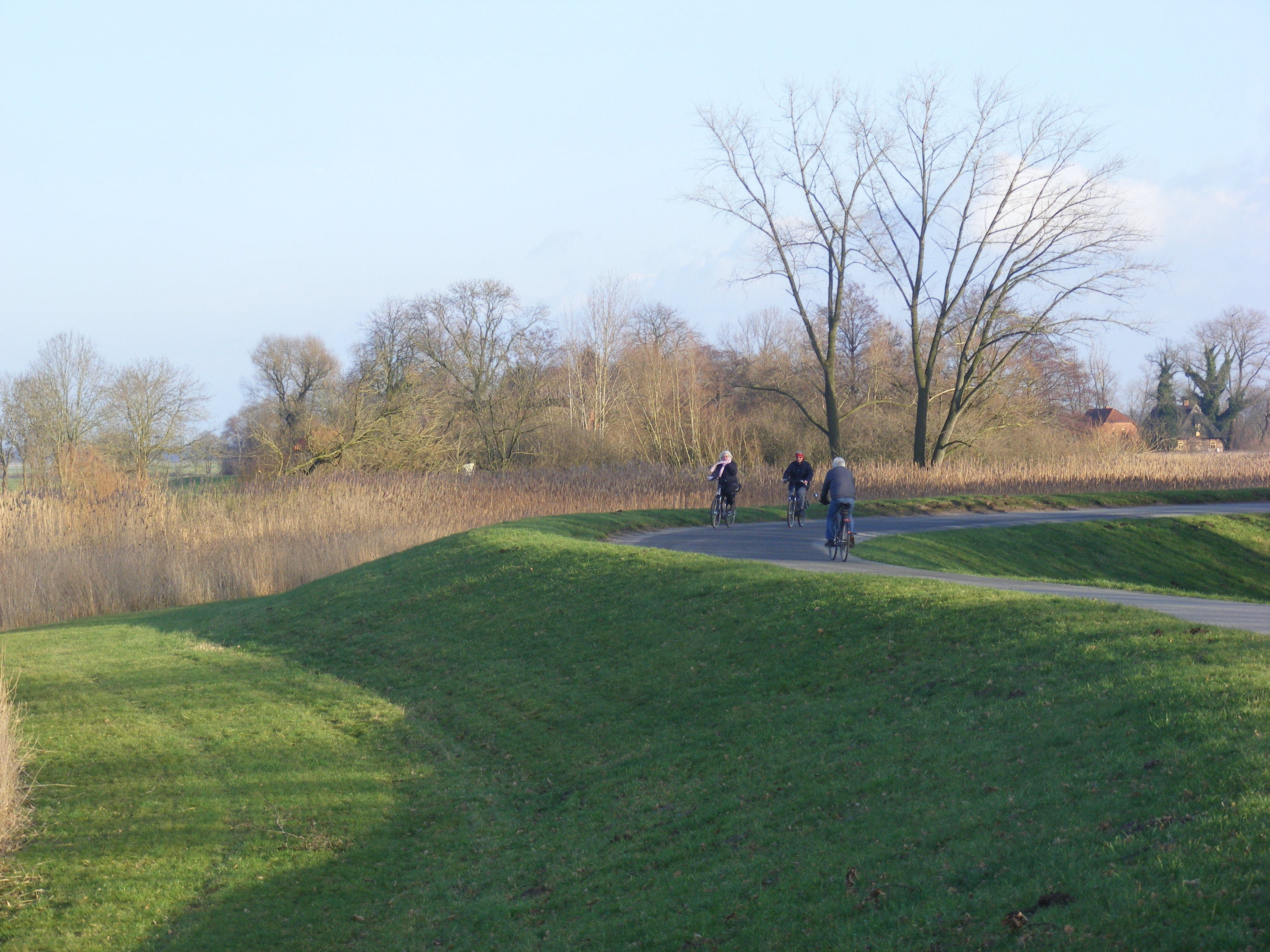
Wümmedeich am Niederblockland

Der Deichverband am rechten Weserufer wurde aufgrund der Ersten Verordnung über Wasser- und Bodenverbände vom 3. September 1937 gegründet und stellte auch bereits für das Jahre 1937 seinen ersten Wirtschaftsplan auf. Er entstand durch den Zusammenschluss von 27 selbständigen Verbänden: Deichverbände, Stauverbände, Sielachten, Entwässerungsverbände und Bewässerungsgenossenschaften. Nachdem die Rechtsgrundlage durch ein neues Wasserverbandsgesetz im Jahre 1991 geändert wurde, fand in den darauffolgenden Jahren eine zunehmende Verlagerung von Aufgaben der staatlichen Aufsichtsbehörde auf den Verband statt. Ihm gehören heute etwa 88.000 Mitgliedsgrundstücke an.
Der Deichverband hat die Rechtsform einer Körperschaft des öffentlichen Rechts mit Selbstverwaltung. Mitglieder sind hauptsächlich die Grundstückseigentümer und Erbpachtberechtigten innerhalb des Verbandsgebietes, deren Grundstücke im Mitgliederverzeichnis aufgeführt sind. Die auf der Geest gelegenen Grundstücke nördlich der Lesum sind nicht betroffen.
Selbstverwaltungsorgane sind das Deichamt und der Vorstand. Das Deichamt ist die Vertreterversammlung und damit das oberste Beschlussorgan der Verbandsmitglieder. Es besteht aus 30 Vertretern, die in unmittelbarer, freier, gleicher und geheimer Wahl von den Verbandsmitgliedern – dies sind die Grundeigentümer – für die Dauer von 5 Jahren gewählt werden.
Der Vorstand wird vom Deichamt gewählt und besteht aus 5 ehrenamtlich tätigen Mitgliedern. Der Vorstandsvorsitzende wird in Bremen Deichhauptmann genannt. Er ist der gesetzliche Vertreter des Verbandes.
Die Rechtsaufsicht ging in den 1990er Jahren vom Bremer Senator für Inneres auf den Senator für Umweltschutz und Stadtentwicklung über, sodass die Senatorin für Umwelt, Klima und Wissenschaft gegenwärtig alleinige Aufsichtsbehörde des Deichverbandes ist.
Der Deichverband erhält von der Stadtgemeinde eine Finanzzuweisung für übernommene Vertragsleistungen. Die ursprünglichen Verbandsaufgaben werden durch die Pflichtbeiträge der Grundstückseigentümer finanziert. Die Höhe des jeweiligen Beitrages wird an den Einheitswerten bemessen.

## Aufgaben

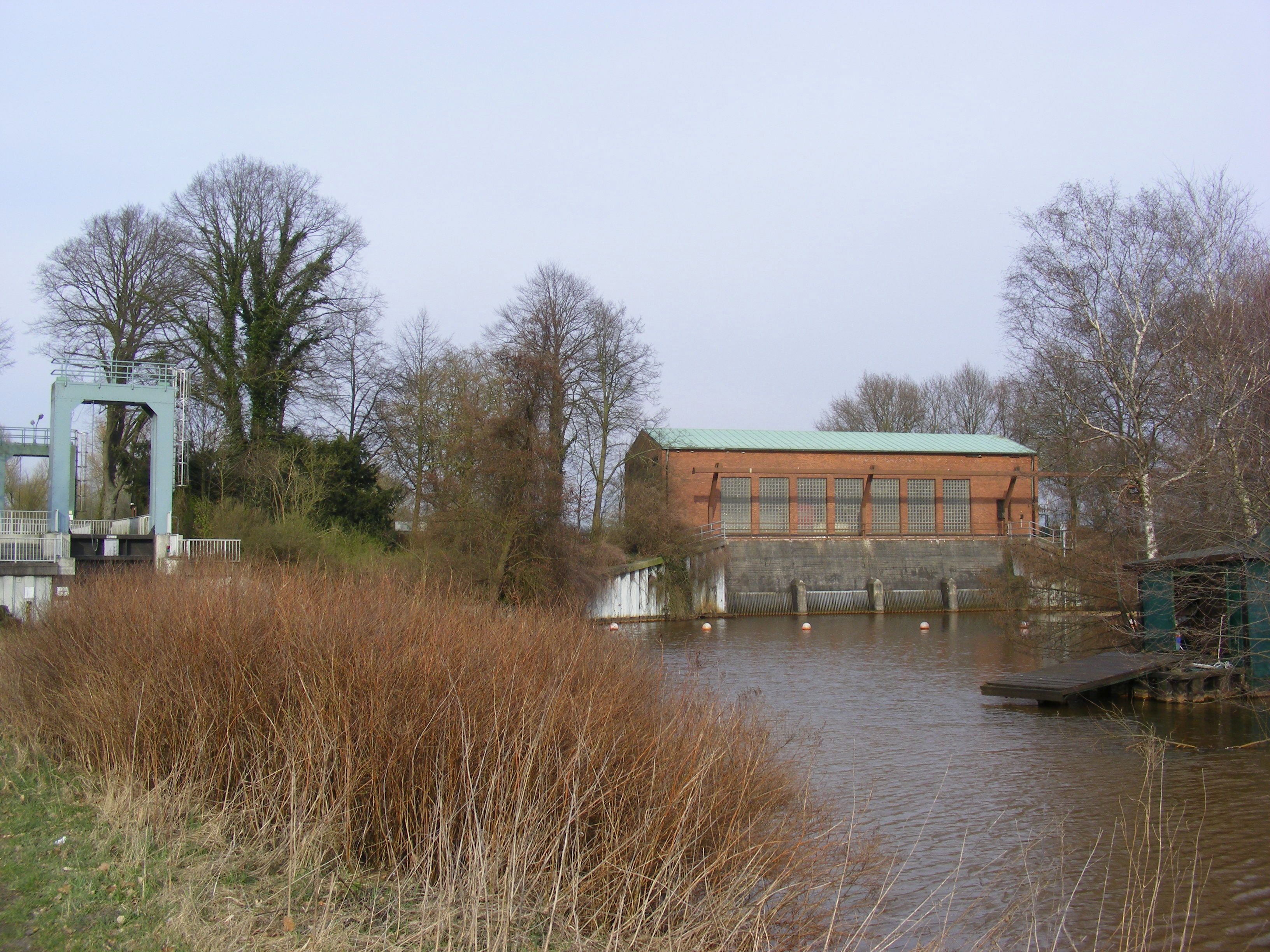
Schöpfwerk und Schleuse Kuhsiel am Nordende des Kuhgrabens

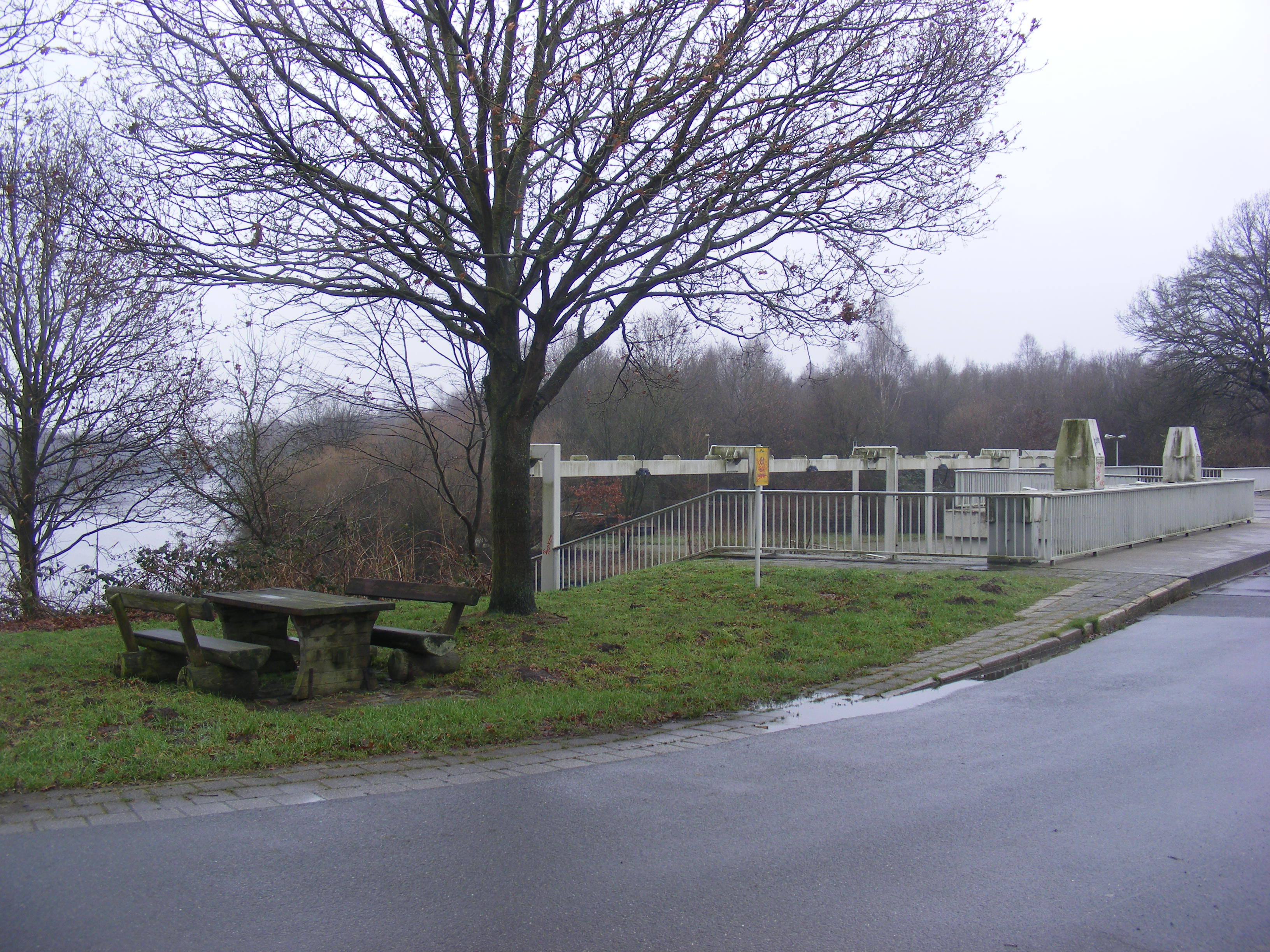
Neues Schöpfwerk Wasserhorst mit Maschinenfleet

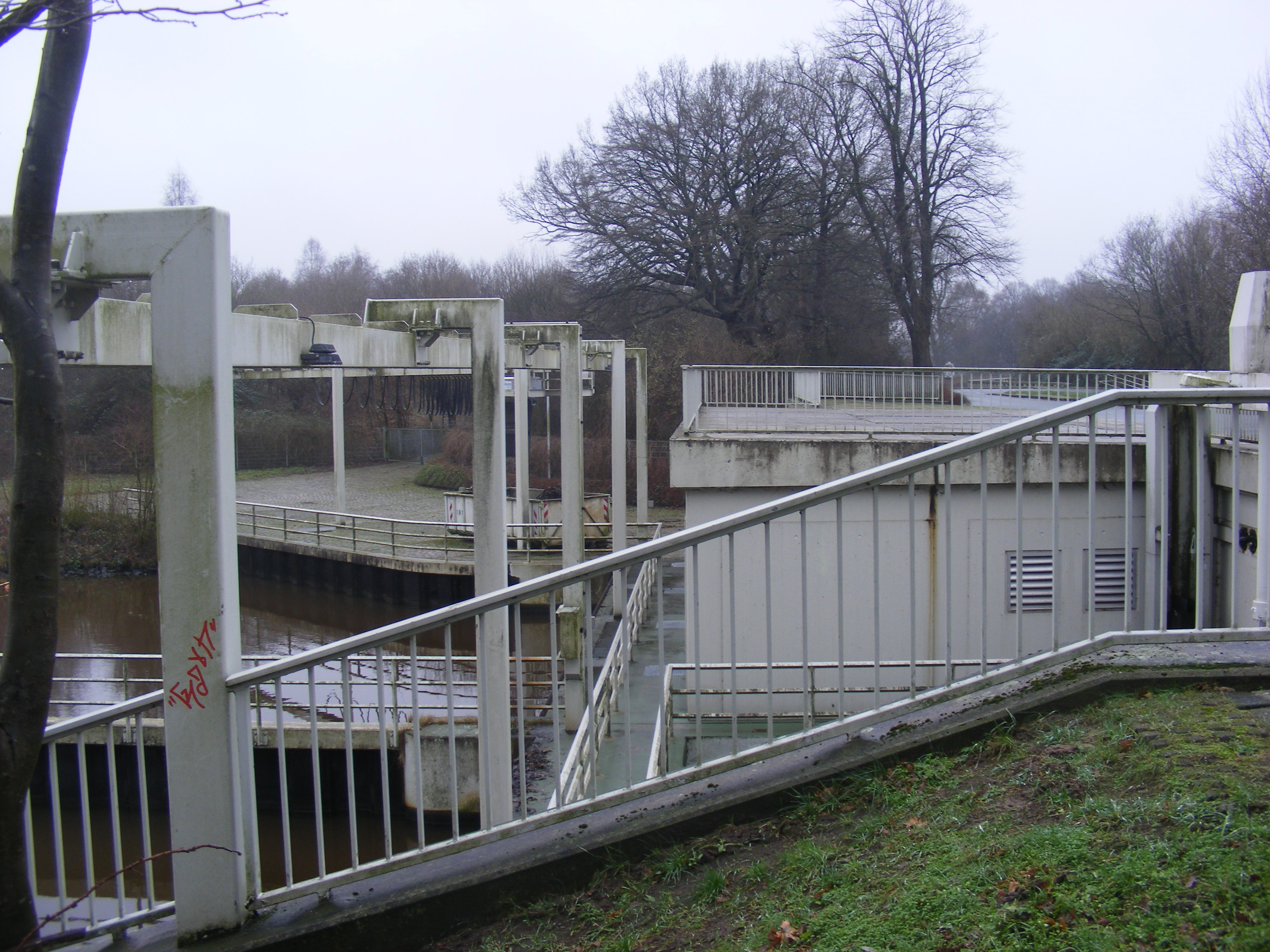
Neues Schöpfwerk Wasserhorst, Pumpenhaus unterhalb der Brücke

Abgesehen von Gebieten kleinerer Verbände in Bremen-Nord und in der Wümmeniederung, obliegt dem Deichverband die überwiegende Verantwortung für wasserwirtschaftliche Aufgaben im rechts der Weser gelegenen Stadtgebiet Bremens.
Schwerpunktaufgaben des Verbandes sind:
- Die in seinem Verbandsgebiet gelegenen Grundstücke durch Deiche vor Sturmfluten und dem Hochwasser der Weser, der Lesum, der Wümme und der Wörpe zu schützen.
- Die zum Verband gehörenden Gewässerstrecken unter Aufrechthaltung des erforderlichen Abflussprofils auszubauen und zu unterhalten.
- Die zum Verband gehörenden Grundstücke unter Aufrechthaltung eines den jeweiligen Bedürfnissen entsprechenden Wasserstandes zu entwässern.
- Seit 2001 werden auch die vormals städtischen Aufgaben des Hochwasserschutzes und der Gewässerunterhaltung in Bremen-Nord sowie die Zuständigkeit für das Lesumsperrwerk wahrgenommen.

Bei der Erfüllung dieser Aufgaben hat der Verband gemäß eigener Satzung die Belange des Natur- und Umweltschutzes zu wahren und zu fördern.

## Verbandsgebiet
Das Verbandsgebiet in der Größe von 22.000 ha erstreckt sich über alle Teile der Stadt Bremen, die sich auf der rechten Weserseite befinden. Zusätzlich wird vom Verband noch ein Teil der angrenzenden niedersächsischen Gemeinde Lilienthal betreut.

## Verbandsanlagen

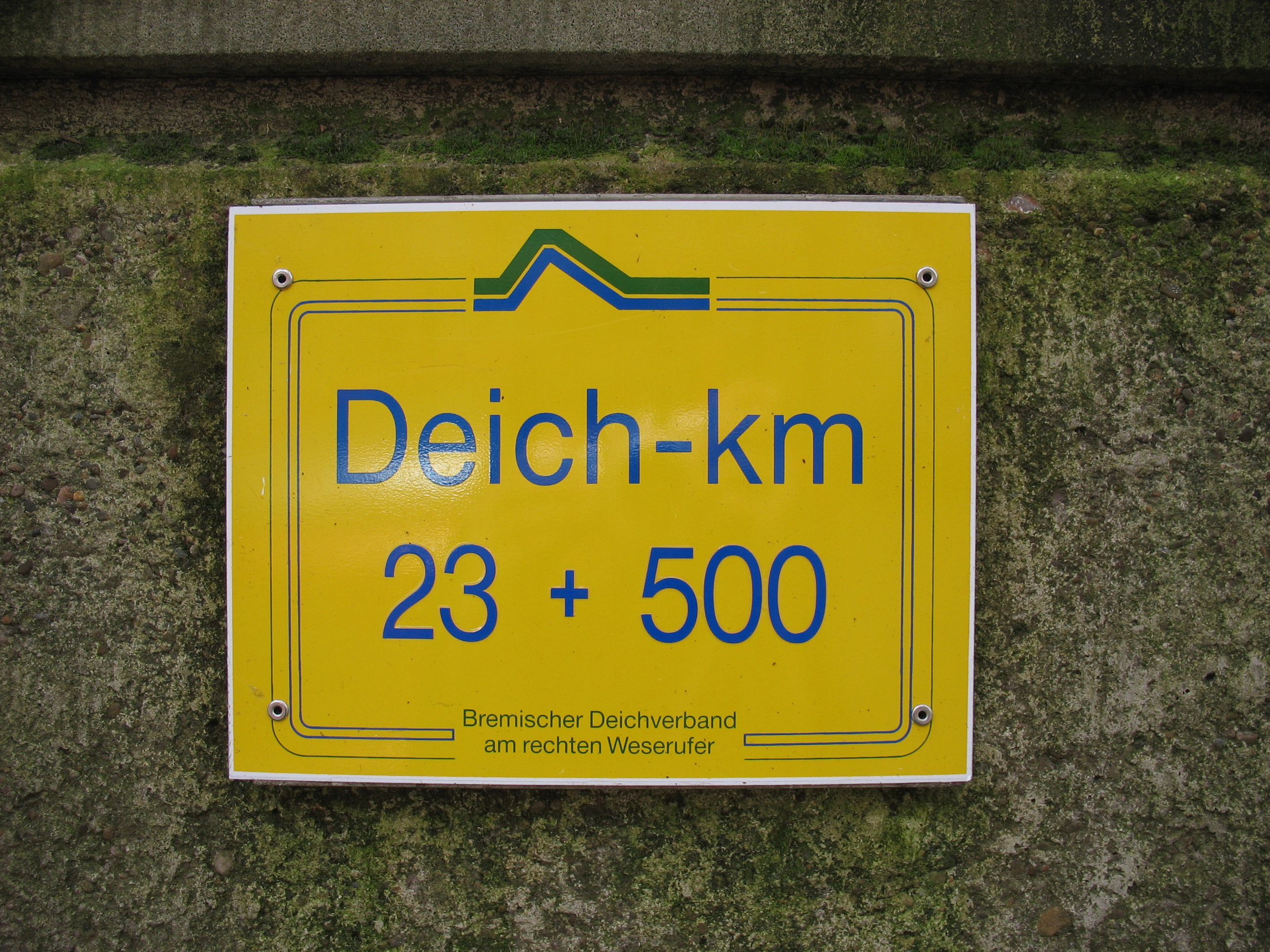
Hinweis auf die Deichhoheit des Bremischen Deichverbands am rechten Weserufer an der Schutzmauer im Stadtgebiet, in Höhe der Schlachte

Weite Teile Bremens (ca. 85 % des Stadtgebietes) liegen unter dem mittleren Tidehochwasserstand und sind damit hochwasser- und sturmflutgefährdet. 96 km Landesschutzdeiche und Hochwasserwände an Weser, Lesum und Wümme bilden mit Teilen der Weserdüne und der Wesersandterrasse im Osten einen Schutzring um das Stadtgebiet am rechten Weserufer. Der Wasserstand in diesem Gebiet wird über 645 km Hauptwasserläufe reguliert, davon unterhält der Verband ca. 382 km. Zur Be- bzw. Entwässerung werden 13 Schöpfwerke und Sielanlagen, sowie ca. 50 Kulturstaue betrieben. Hinzu kommt das Sturmflutsperrwerk an der Lesum.
Mit zwei Windkraftanlagen wird ein hoher Anteil am Bedarf elektrischer Energie gedeckt. Eine 1992 gebaute Anlage versorgt den Betriebshof am Kreuzdeich im Hollerland, eine weitere versorgt seit dem Jahr 2000 das Hauptschöpfwerk Wasserhorst im Blockland. Überschüsse aus beiden Anlagen werden in das öffentliche Stromnetz eingespeist.

## Weitere Wasser- und Bodenverbände in Bremen
Das Gebiet des Wasser- und Bodenverbandes Dahlwas befindet sich in der Hemelinger-, Arberger- und Mahndorfer Marsch, im Wesentlichen zwischen der Bundesautobahn 1 und der Weser. Die Hauptaufgabe des kleinen Verbandes liegt darin, die Voraussetzungen für eine optimale landwirtschaftliche Nutzung der Mitgliedsflächen zu schaffen.
Weitere kleine Wasser- und Bodenverbände bestehen in der Wümmeniederung und – nördlich der Lesum – in Bremen-Nord.
Das Verbandsgebiet des Bremischen Deichverbands am rechten Weserufer überdeckt die Gebiete der genannten Wasser- und Bodenverbände. Dort nimmt er nur Aufgaben hinsichtlich des Hochwasserschutzes wahr.
Das Gebiet des Bremischen Deichverbandes am linken Weserufer umschließt den Bereich der linken Weserseite mit Ochtum und Varreler Bäke.